# Giovanni Giacomazzi
Moreno Torricelli (San Martino di Lupari, Provincia de Padua, Italia, 18 de enero de 1928 - Milán, Provincia de Milán, Italia, 12 de diciembre de 1995) fue un futbolista italiano. Se desempeñaba en la posición de defensa.

## Selección nacional
Fue internacional con la selección de fútbol de Italia en 8 ocasiones. Debutó el 11 de abril de 1954, en un encuentro amistoso ante la selección de Francia que finalizó con marcador de 3-1 a favor de los italianos.

### Participaciones en Copas del Mundo
| Mundial                        | Sede  | Resultado    |
| ------------------------------ | ----- | ------------ |
| Copa Mundial de Fútbol de 1954 | Suiza | Primera fase |

## Clubes
| Club               | País   | Año         |
| ------------------ | ------ | ----------- |
| U. S. Luparense    | Italia | 1948 - 1949 |
| Inter de Milán     | Italia | 1949 - 1957 |
| Alessandria Calcio | Italia | 1957 - 1964 |
| A. C. Meda         | Italia | 1964 - 1966 |

## Palmarés

### Campeonatos nacionales
| Título  | Club           | País   | Año     |
| ------- | -------------- | ------ | ------- |
| Serie A | Inter de Milán | Italia | 1952-53 |
| Serie A | Inter de Milán | Italia | 1953-54 |